# Pajęcza nić
Pajęcza nić (蜘蛛の糸 Kumo no Ito) – opowiadanie Ryūnosuke Akutagawy z 1918, po raz pierwszy opublikowane w czasopiśmie "Akay Tori". Polski przekład autorstwa Mikołaja Melanowicza ukazał się w zbiorze Życie szaleńca i inne opowiadania (Wydawnictwo Akademickie Dialog, 1998).

## Fabuła
Pewnego poranka wszechwiedzący Shakyamuni zatrzymuje się nieopodal stawu. W krystalicznie czystej wodzie, pomiędzy liliami, widzi dno piekła. Skupia wzrok na grzeszniku imieniem Kandata - nieczułym przestępcy, który w całym życiu dokonał tylko jednego dobrego uczynku: pewnego dnia podczas spaceru po lesie ocalił od śmierci pająka. Poruszony tym aktem współczucia, Budda opuszcza z Raju do piekła srebrzyste nici pająka. Kandata, przypadkiem zerkając w niebo, zauważa je i chwyta mocno jedną z nich. Droga do Raju jest długa, ale Kandata postanawia wydostać się z piekła. Rozpoczyna wspinaczkę. Kiedy uświadamia sobie, jak bardzo oddalił się od otchłani piekła, ogarnia go radość i beztroska. Jego uniesienie szybko się jednak kończy, gdy widzi, że inni zaczęli wspinać się po niciach za nim. Obawiając się, że nici pękną, zaczyna krzyczeć, że te należą tylko do niego. Nici pękają i Kandata razem z innymi grzesznikami spada z powrotem do piekła.
Wszechwiedzący Shakyamuni jest bardzo zasmucony. Ostatecznie Kandata sam doprowadził do swojego potępienia.

## Inspiracja
Pisząc Pajęczą nić, Ryūnosuke Akutagawa inspirował się bajką o cebuli z powieści Fiodora Dostojewskiego Bracia Karamazow oraz opowieścią z antologii przypowieści buddyjskich Karma: A History of Early Buddhism Paula Carusa z 1895 roku.
W bajce o cebuli z powieści Dostojewskiego zła kobieta zostaje wysłana do piekła. Jej Anioł Stróż mówi Bogu, że zrobiła ona w życiu jeden dobry uczynek: dała cebulę żebrakowi. Bóg prosi anioła, aby wziął cebulę i użył jej do wyciągnięcia kobiety z piekła. Aniołowi niemal się to udaje, lecz inni grzesznicy również chcą się uwolnić. Kobieta kopie ich mówiąc, że cała cebula należy do niej. W tym momencie cebula pęka i kobieta spada z powrotem w otchłań, gdzie pozostaje do dziś.
Z opowieści z antologii Carusa Akutagawa zaczerpnął postać Kandaty, czyli złego rabusia. Kandata nie znajduje tam jednak sposobu na ucieczkę z piekła, lecz dowiaduje się, że wszelkie dobre uczynki, jak np. ocalenie pająka, mogły mu pomóc zmartwychwstać.

## Pajęcza nićw kulturze masowej
- Gra The Legend of Zelda: Skyward Sword (2011), inspiracja do powstania lochu Ancient Cistern.
- Gra Perfect Cherry Blossom (2003), część Touhou Project (wg scenariusza Sakuyagi) (odwołanie na etapie Phantasm).
- Gra Shin Megami Tensei: Digital Devil Saga (2004), ostatnia arena w grze, Karma Tower (pol. „Wieża karmy”) i piosenka „String Spider: The Second Movement”
- Detektyw Conan (1997), odcinek pt. „Stage Actress Murder Case” (Conan Edogawa rozwiązuje sprawę morderstwa, po porównaniu jej szczegółów z opowiadaniem Pajęcza nić).
- Seria anime Ergo Proxy (epizod „The Girl with a Smile/Eternal Smile” - Rogi opisuje ucieczkę Pino, porównując biały sznur do nici pająka).
- Anime Tonari no kaibutsu-kun (Haru Yoshida porównał włosy Shizuku Mizutani do „nici pająka”, używając ich relacji jako analogii do przekazu opowieści).
- Death Parade (2015) - arbiter Decim opowiada o ocenianiu dusz.
- Anime Boku dake ga Inai Machi pt. „Mirai” (pol. „przyszłość”) Yashiro wspomina Pajęczą nić, gdy opowiada o swojej przeszłości.
- Piosenka „Spider Thread Monopoly” w wykonaniu Hatsune Miku i skomponowana przez Sasakure.UK (znanego również jako SasakureP).
- Gra New Danganronpa V3 - jedna z egzekucji inspirowana jest opowiadaniem Pajęcza nić.